# Honshū-Wolf
Der Honshū-Wolf (Canis lupus hodophilax) war eine Unterart des Wolfes und wird gelegentlich gemeinsam mit dem Hokkaidō-Wolf als Japanischer Wolf (japanisch 日本狼, Nihon-Ōkami, wörtlich: „Japan-Wolf“) bezeichnet. Der Honshū-Wolf gilt heute ebenso wie der Hokkaidō-Wolf als ausgestorben.

## Beschreibung
Der Honshū-Wolf gilt als die bislang kleinste bekannte Unterart des Wolfes. Seine Körperlänge betrug rund 90 cm, seine Widerristhöhe ungefähr 56 cm. Die Körpergröße ist vermutlich ähnlich wie beim Insel-Graufuchs auf die Inselverzwergung zurückzuführen.

## Vorkommen
Der Honshū-Wolf war endemisch und kam nur in Japan vor. Er lebte dort auf den Inseln Honshū, Shikoku und Kyūshū. Sein Aussterben wird auf die Verfolgung durch den Menschen sowie eine erstmals im 17. Jahrhundert dort eingeschleppte Tollwutepidemie zurückgeführt. Der letzte Wolf starb 1905 in der Präfektur Nara. Vom Honshū-Wolf werden heute in unterschiedlichen wissenschaftlichen Institutionen insgesamt noch acht Fellpräparate oder ausgestopfte Tiere aufbewahrt. Ein ausgestopftes Tier befindet sich in den Niederlanden, drei weitere in Japan und das Präparat des 1905 erlegten Tieres wird im Britischen Museum aufbewahrt.

## Honshū-Wolf und Mensch
Ähnlich wie andere Wolfsarten (so besonders der Hokkaidō-Wolf) wurde der Honshū-Wolf vom japanischen Volk unterschiedlich wahrgenommen. Der Honshū-Wolf wurde als mythologische Figur im japanischen Shintōismus einerseits als Kami (神; „Gottheit“, „Naturgeist“) und Schutzpatron verehrt. Ein solcher Schutzpatron war die Gottheit Ōguchi ōkami (大口狼; „Großmaul-Wolf“) mit seinem Boten Shirō ōkami (白狼; „Weißer Wolf“). Andererseits konnte er gemäß dem Volksglauben auch als Yōkai (妖怪; „Dämon“) unter dem Namen Senbiki-ōkami (千疋狼; „Tausendwolf“) auftreten und galt in dieser Form als „besonders heimtückisch“ und „klug“. Nicht selten habe er Menschen (vor allem Kinder) verfolgt und sie in Rudeln angegriffen. Die Opfer seien dann meist auf hohe Bäume geflohen und hätten dort ausharren müssen, bis die Wölfe das Interesse verloren hätten oder von Jägern und/oder Dorfbewohnern vertrieben waren.